# Шовковиця чорна
Шовковиця чорна (Mórus nígra L.) — листопадне дерево, відоме в культурі, широко розповсюджене на Кавказі, в Центральній Азії, Молдові та Україні. Вирощують заради смачних плодів та деревини.

## Місце походження
Походить з Південно-Східної Азії (Корея, Китай), де й досі зустрічається дика форма. Давно введена в культуру, відома з часів європейської античності. Про тутову ягоду писали поети Вергілій та Овідій Назон, науковець Пліній Старший.

## Опис рослини
Дерево з крислатою кроною, до 5 — 10 м заввишки. Листя більш жорсткі і менш придатні для годування шовкопряда, ніж листя шовковиці білої. Оцвітина проста, чотирироздільна, дзвоникувата. Дерево цвіте в травні. Перші зрілі ягоди — у червні. Приємна ботанічна особливість — нерівномірність визрівання ягід. Це дає змогу збирати зрілі ягоди довгий термін, залишаючи при цьому на дереві зелені. Збори полегшені тим, що зрілі ягоди добре осипаються, не потребуючи зусиль.
Термін життя дерева — в середньому 250 років, зрідка — більше. Найстаріше дерево шовковиці, випадково збережене в Україні, шовковиця з саду колишнього Видубицького монастиря в Києві, нині Національний ботанічний сад імені Миколи Гришка НАН України. За переказами, насіння шовковиці привезли ченці з країн Центральної Азії. З попередніх насаджень і походить шовковиця-довгожитель.

## Шкідники
- Щитівка тутова

### Склад ягід
В 100 г ягід шовковиці чорної міститься:
- 43 ккал, вуглеводів 10 г (з них простих цукрів 2 г, клітковини 8 г), жирів 0.4 г, білків 1 г.
- Вітамін С 36 мг, що складає 61% від добової потреби
- Солі заліза — 1,9 мг, що більше, ніж в білій. Хоча солі заліза при цьому знаходяться в сприятливішій формі для всмоктування в організмі людини, проте одна добова доза цього мікроелементу міститься аж в 1 кг плодів[1].

## Лікарські властивості
Шовковиця чорна — давня лікувальна рослина в народній медицині Кореї, Китаю, В'єтнаму, Індії, Кавказу. Традиційно використовували кору як глистогінне, листя, квіти, ягоди при захворюваннях серця, нирок, підшлункової залози, застуді. Також зрілі ягоди настоювали на воді і приймали при застуді та болю у горлі. 
Проте досі в сучасній доказовій медицині не було доведено її ефективності при цих перелічених захворюваннях, і вищезазначена інформація має виключно історичний інтерес.

## Страви
Ягоди чорної шовковиці добре сушаться і добре зберігаються у висушеній формі. В добу до промислового вироблення білого цукру — ягоди шовковиці поряд з курагою, родзинками та сушеною динею використовувались як природні замінники цукру. До того ж, вони були і залишились значно кориснішими через вміст пектинових речовин та мікроелементів, яких позбавлені промислові форми цукру. Сушена форма дає змогу подовжити лікувально-оздоровчу дію натуральної речовини в зимовий період.
На відміну від України, де вжиток ягід чорної шовковиці не набув поширення, кулінарія країн Кавказу використовує їх дуже широко.
- Пряники.

Замішують тісто на холодному цукровому сиропі та яйцем, додають прянощі чи трохи меду, ягоди шовковиці чорної. Випікають до готовності.
- Солодкі хлібці-лаваш.

З ягід витискають сік. До нього додають у борошно з яйцем, трохи цукру, меду та вершкового масла. Добре вимішують тісто та випікають з нього нетовстий корж. Готовий виріб — темного кольору.
Страву можна їсти як свіжоспечену, так і черству, бо тоді це різновид пряників.
- З ягід виробляють варення (краще з додатками гомогенізованих яблук), соки, патоку, бекмес (темний замінник меду), компоти (краще з додаванням інших фруктів).

## Сорти та форми
Маємо досягнення як народної, так і наукової селекції. Приклади народної селекції є на півдні України, де шовковицю вирощують не одне століття.
Найкращі сорти наукової селекції, районовані в Україні, це:
- "Українська-1 "
- "Харківська-3 "
- "Українська-107 "

Декоративні форми
Окрім плодових сортів, виведено декілька декоративних форм. Переважають форми з білими чи рожевими ягодами, але є й із чорними.
- Плакуча
- Пірамідальна
- Кулеподібна.

Шовковиця має посухостійкі якості, добре відновлює гілки та крону після вистригання.

## Галерея

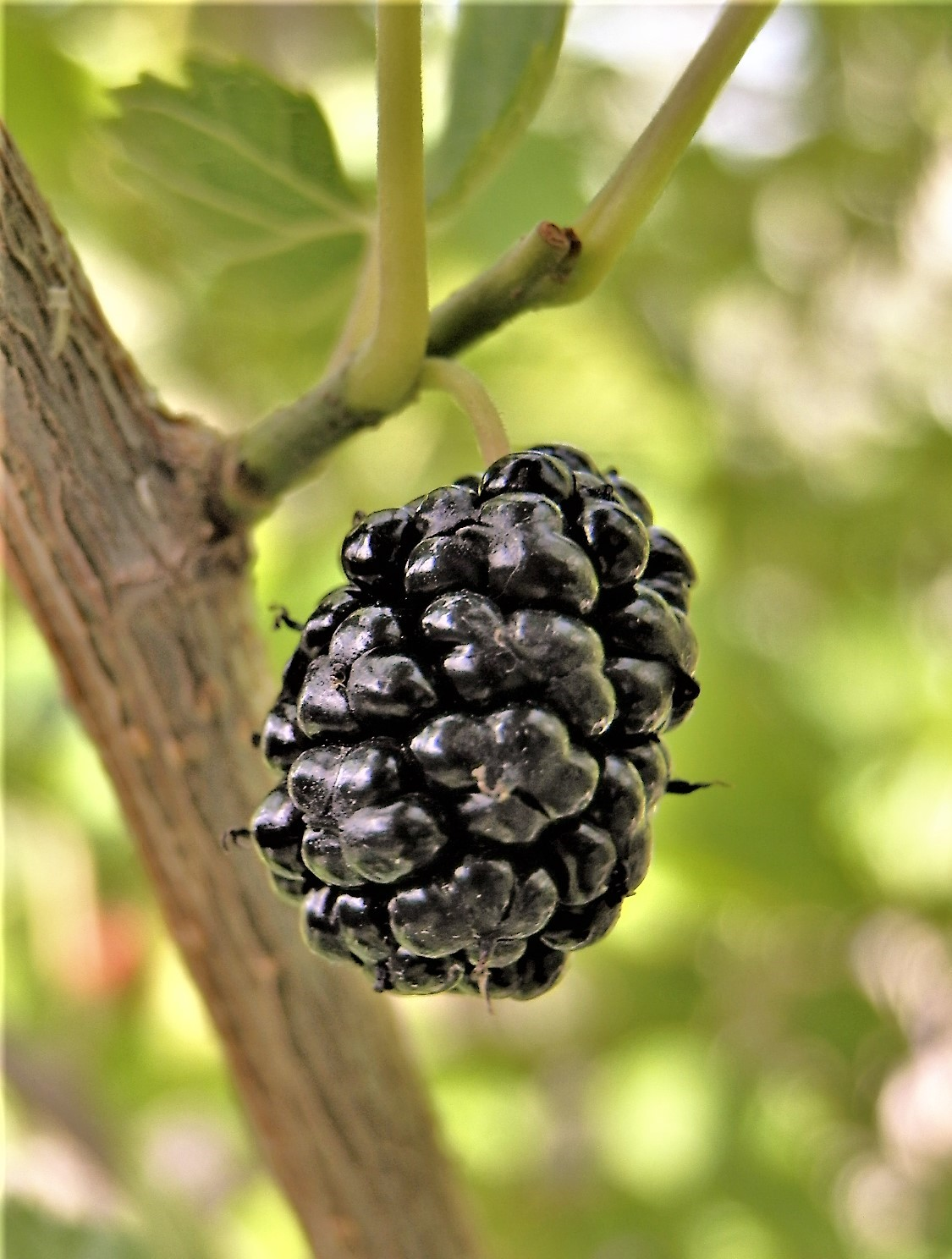
Чорна шовковиця (Morus nigra) в Єревані, 2018 рік
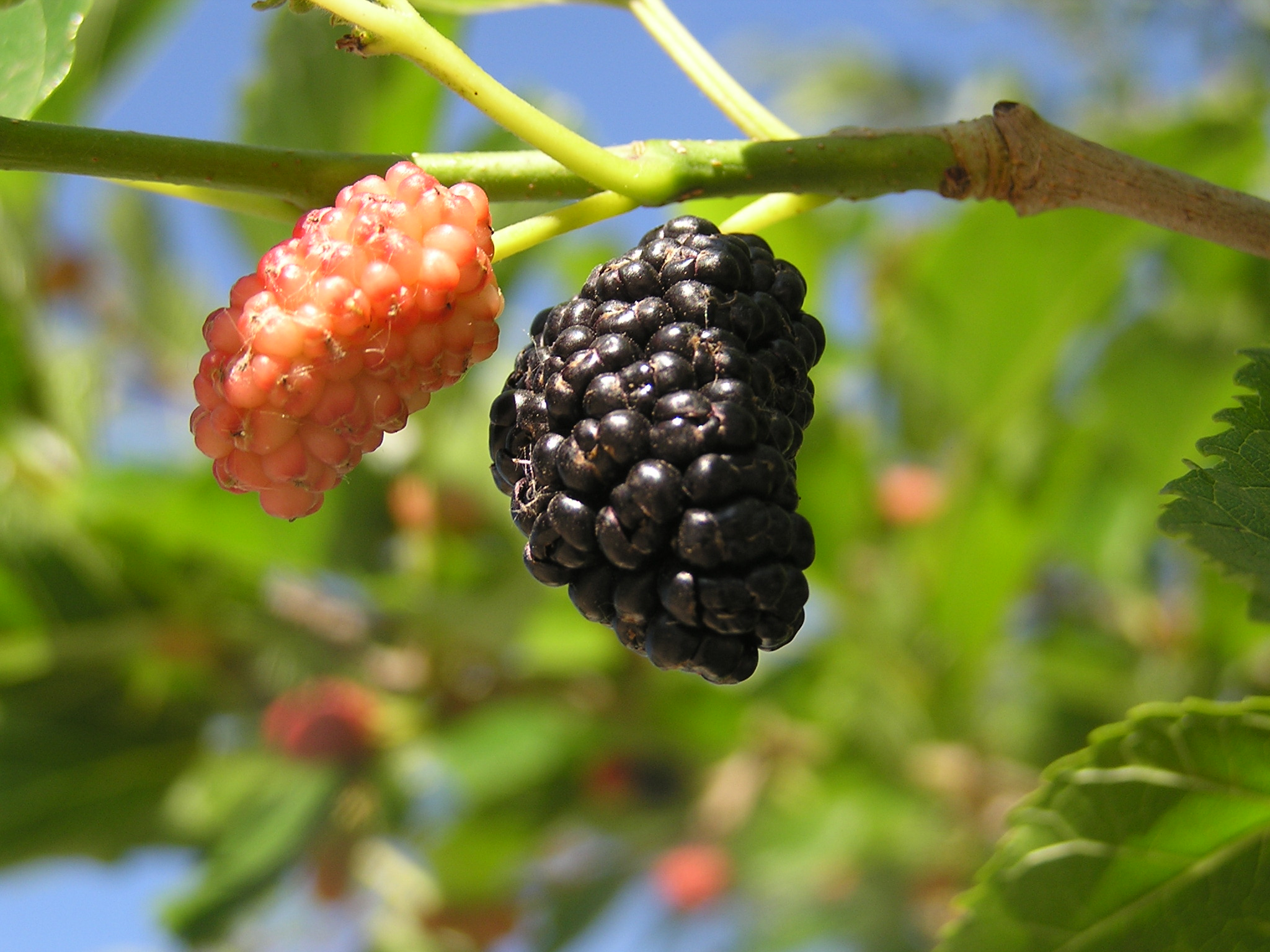
Чорна шовковиця (Morus nigra) в Донецьку, до 2013 року
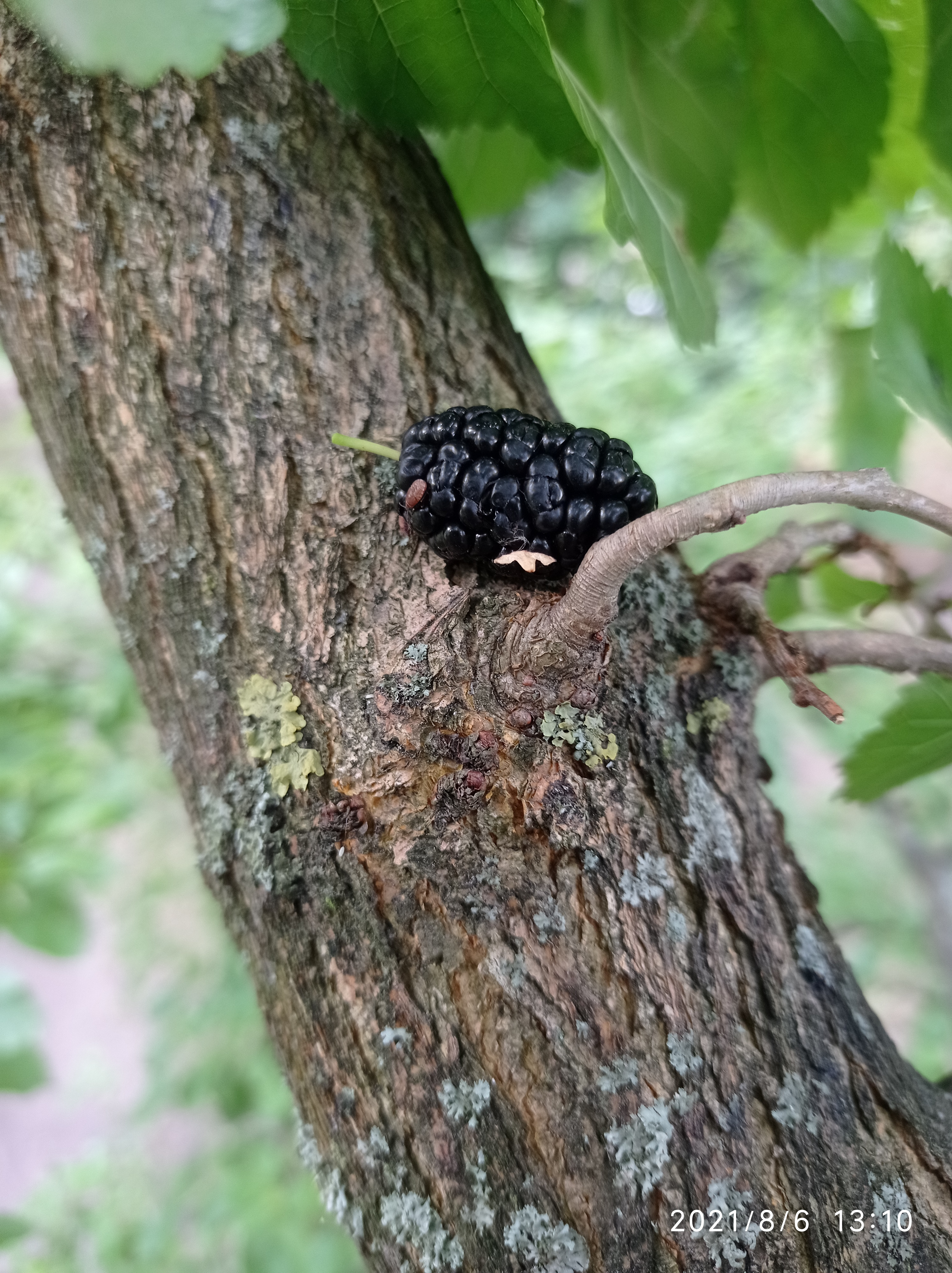
Чорна шовковиця (Morus nigra) в Чернігові, 2021 рік
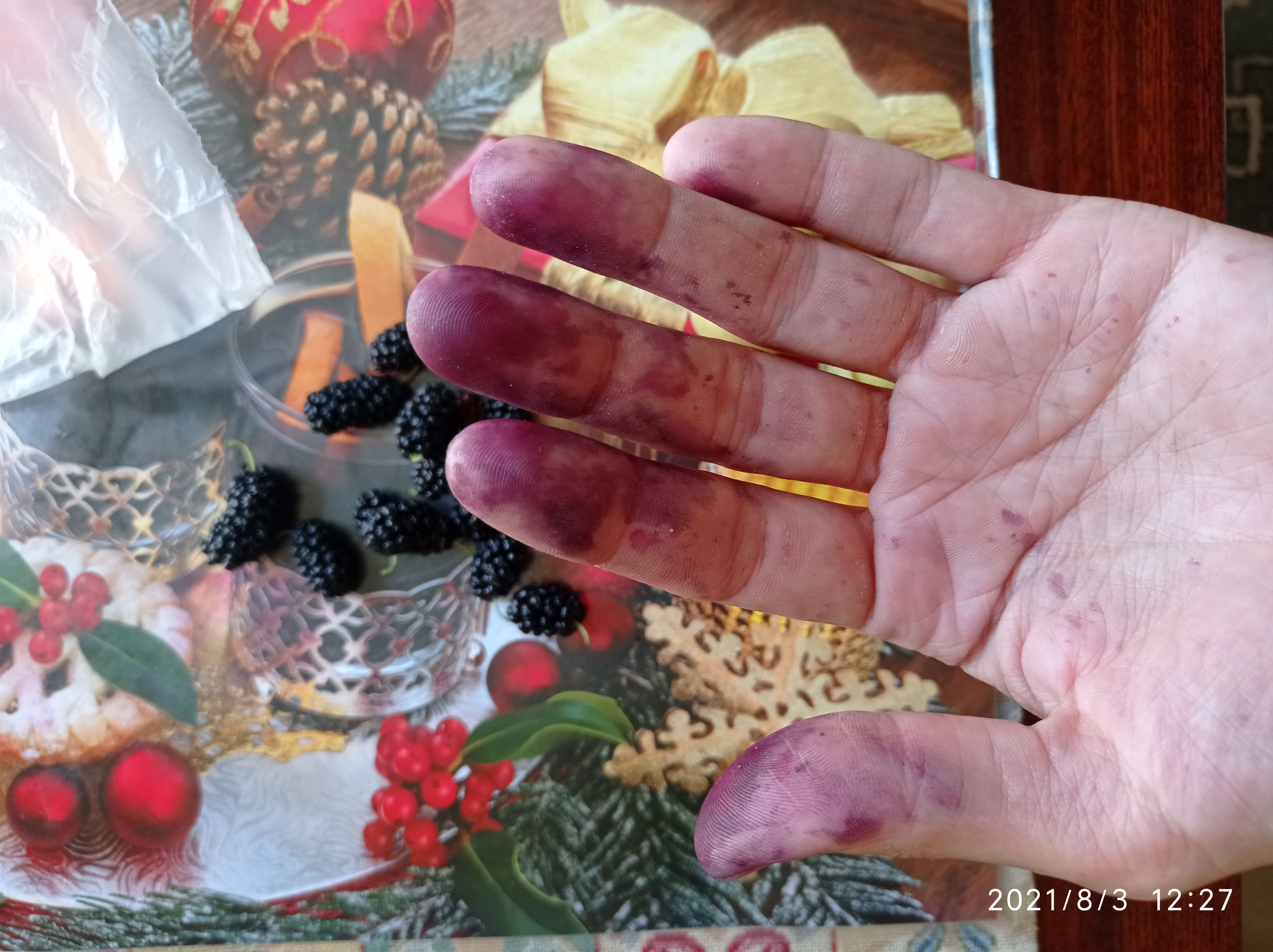
Руки після шовковиці стають фіолетовими